# Melissoptila albinoi
Melissoptila albinoi är en biart som beskrevs av Urban 1998. Melissoptila albinoi ingår i släktet Melissoptila och familjen långtungebin. Inga underarter finns listade i Catalogue of Life.